# Fred Ward
Frederick „Fred“ Ward (* 30. Dezember 1942 in San Diego, Kalifornien; † 8. Mai 2022) war ein US-amerikanischer Schauspieler.

## Leben
Fred Ward arbeitete einige Zeit in Alaska als Holzfäller und war anschließend drei Jahre lang Berufssoldat in der United States Army. Später wurde er Boxer und Martial-Arts-Künstler.
Sein Interesse an der Schauspielerei setzte verhältnismäßig spät ein. Er absolvierte seine Berufsausbildung an Herbert Berghofs New Yorker Schauspielstudio. Danach ließ er sich in Italien nieder, wo er als Sprecher für englische Synchronfassungen italienischer Filme arbeitete. Sein Filmdebüt gab er 1973 ebenfalls in Italien in Roberto Rossellinis L’Età di Cosimo di Medici. 1974 trat er erneut unter Rossellinis Regie in Descartes auf.
Später kehrte Ward in seine kalifornische Heimat zurück und spielte in den Folgejahren vor allem kleinere und mittlere Rollen. So trat er neben Jeff Bridges im Western Im Herz des Wilden Westens, neben Brooke Shields in der Komödie Flipper Queen – Ich kann’s am besten, neben Jodie Foster in Jahrmarkt, neben Meryl Streep in Silkwood und neben Keith Carradine als sadistischer Soldat in Die letzten Amerikaner auf.
1979 hatte er in Don Siegels Gefängnisdrama Flucht von Alcatraz neben Clint Eastwood seine erste größere Filmrolle. Drei Jahre später spielte er im Science-Fiction-B-Movie Timerider – Das Abenteuer des Lyle Swann zudem seine erste Hauptrolle. In Der Stoff, aus dem die Helden sind spielte er 1983 den Astronauten Gus Grissom und im selben Jahr an der Seite von Gene Hackman in Die verwegenen Sieben einen Soldaten. 1985 gelang ihm als Action-Held im Agenten-Spionage-Thriller Remo – unbewaffnet und gefährlich, der auf einer millionenfach verkauften Comic-Vorlage beruhte, nur ein mäßiger Erfolg. Zunächst wurde es etwas ruhiger um Ward; so spielte er die Hauptrolle in dem Abenteuerfilm Schnee in Florida (1986), in dem Kurzfilm The Price of Life und eine Gastrolle in der Serie The Hitchhiker (beide 1987). 1988 war er wieder in drei Kinofilmen zu sehen: als Vater von Keanu Reeves in dem Familiendrama Der Prinz von Pennsylvania, als Roone Dimmick in dem Kinohit Zwei mal Zwei und als Polizist in dem Action-Thriller Saigon – Der Tod kennt kein Gesetz.
In Catchfire beschützt er als Polizist Jodie Foster vor einem Auftrags-Killer Dennis Hopper. Des Weiteren folgten 1990 drei große Hauptrollen für ihn, als Henry Miller in Philip Kaufmans Henry & June, als beraubter Polizist in der Krimi-Groteske Miami Blues, in der er Alec Baldwin auf die Spur kommt, und neben Kevin Bacon in der Kult-Horrorkomödie Tremors – Im Land der Raketenwürmer. Die nächsten Jahre sah man ihn häufig als Nebendarsteller, so u. a. in Halbblut, in Robert Altmans Hollywood-Satire The Player oder auch als Mafioso Rocco Dillon in der Parodie Die nackte Kanone 33⅓. Ein weiteres Mal sollte Ward unter der Regie von Altman spielen: Für seine Rolle in Short Cuts erhielt er zusammen mit dem restlichen Schauspiel-Ensemble 1994 den Golden Globe Award. Nach kleineren, europäischen Projekten wie Two Small Bodies neben Suzy Amis oder Alain Robbe-Grillets Roman-Verfilmung Un bruit qui rend fou war er 1996 im Action-Thriller Außer Kontrolle neben Keanu Reeves und Morgan Freeman zu sehen, sowie in der Fortsetzung Tremors 2 – Die Rückkehr der Raketenwürmer. Ende der 1990er Jahre trat er in Kino-Produktionen und in B-Movies auf.
Ab 2000 war Ward wieder häufiger zu sehen und spielte wichtige Nebenrollen in großen Kinofilmen wie Road Trip, Summer Catch, Joe Dreck, Genug – Jeder hat eine Grenze oder auch als Vater von Reese Witherspoon in Sweet Home Alabama – Liebe auf Umwegen. Erwähnenswerte Filme sind zudem 10.5 – Die Erde bebt (2004), Zauber der Liebe (2007), Exit Speed, Management (beide 2008), der französische Thriller L’affaire Farewell, in dem er Ronald Reagan verkörpert, und Das Geheimnis des wilden Mustangs (beide 2009).
In den letzten Jahren seines Schaffens spielte Fred Ward vorwiegend kleinere Rollen, z. B. Armored (2009), 30 Minuten oder weniger (2011) oder 2 Guns (2013). 2015 war er in zwei Folgen der US-Erfolgsserie True Detective zu sehen. Dies war sein letzter Auftritt als Schauspieler. Danach wirkte er gerüchteweise noch in einer Fortsetzung zu Tremors mit, die allerdings nie offiziell ausgestrahlt wurde. Sein Schaffen umfasst mehr als 85 Produktionen.
Ward war verheiratet und Vater eines Sohnes. Er starb am 8. Mai 2022 im Alter von 79 Jahren.

## Filmografie (Auswahl)
- 1973: L’età di Cosimo de Medici
- 1974: Descartes (Cartesius, Fernsehfilm)
- 1974: Der Morgen, als Ginger kam (Ginger in the Morning)
- 1975: Im Herz des Wilden Westens (Hearts of the West)
- 1978: Quincy (Quincy, M.E., Fernsehserie, Folge 4x06 Even Odds)
- 1979: Ich kann’s am besten (Tilt)
- 1979: Flucht von Alcatraz (Escape from Alcatraz)
- 1979: Der unglaubliche Hulk (The Incredible Hulk, Fernsehserie, 2 Folgen)
- 1980: Cardiac Arrest
- 1980: Die Königin der Banditen (Belle Starr, Fernsehfilm)
- 1980: Jahrmarkt (Carny)
- 1981: Die letzten Amerikaner (Southern Comfort)
- 1982: Timerider – Das Abenteuer des Lyle Swann (Timerider: The Adventure of Lyle Swann)
- 1983: Der Stoff, aus dem die Helden sind (The Right Stuff)
- 1983: Silkwood
- 1983: Die verwegenen Sieben (Uncommon Valor)
- 1984: Swing Shift – Liebe auf Zeit (Swing Shift)
- 1985: Crazy Love – Liebe schwarz auf weiß (Secret Admirer)
- 1985: Remo – unbewaffnet und gefährlich (Remo Williams: The Adventure Begins)
- 1985: UFOria
- 1985: In der Mittagsglut (Noon Wine)
- 1986: Schnee in Florida (Florida Straits)
- 1988: Zwei mal Zwei (Big Business)
- 1988: Der Prinz von Pennsylvania (The Prince of Pennsylvania)
- 1988: Saigon – Der Tod kennt kein Gesetz (Off Limits)
- 1990: Tremors – Im Land der Raketenwürmer (Tremors)
- 1990: Catchfire
- 1990: Henry & June
- 1990: Miami Blues
- 1991: Canyon Cop
- 1991: Hexenjagd in L.A. (Cast a Deadly Spell)
- 1992: Halbblut (Thunderheart)
- 1992: Equinox
- 1992: The Player
- 1992: Bob Roberts
- 1992: Gut gezielt ist halb getroffen (Four Eyes and Six-Guns)
- 1993: Short Cuts
- 1993: Two Small Bodies
- 1994: Die nackte Kanone 33⅓ (Naked Gun 33⅓: The Final Insult)
- 1996: Tremors 2 – Die Rückkehr der Raketenwürmer (Tremors II – Aftershocks)
- 1996: Außer Kontrolle (Chain Reaction)
- 1997: Bloody Wedding – Die Braut muss warten (Best Men)
- 1997: Solange es noch Hoffnung gibt (...First Do No Harm)
- 1998: Expedition in der grünen Hölle (The Vivero Letter)
- 1998: Gefährliche Schönheit – Die Kurtisane von Venedig (Dangerous Beauty)
- 2000: Road Trip
- 2000: Circus
- 2000: The Crow III – Tödliche Erlösung (The Crow: Salvation)
- 2000: Chaos Factor
- 2001: Summer Catch
- 2001: Full Disclosure
- 2001: Mister Undercover (Corky Romano)
- 2001: Joe Dreck (Joe Dirt)
- 2002: Genug – Jeder hat eine Grenze (Enough!)
- 2002: AKA Birdseye
- 2002: Sweet Home Alabama – Liebe auf Umwegen (Sweet Home Alabama)
- 2003: Masked and Anonymous
- 2004: Coast to Coast
- 2004: The Last Ride
- 2004: 10.5 – Die Erde bebt (10.5)
- 2006: Grey’s Anatomy (Fernsehserie, 1 Folge)
- 2006–2007: Emergency Room – Die Notaufnahme (ER, Fernsehserie, 3 Folgen)
- 2007: Zauber der Liebe (Feast of Love)
- 2008: Management
- 2008: Exit Speed
- 2009: L’affaire Farewell
- 2009: Das Geheimnis des wilden Mustangs (The Wild Stallion)
- 2009: Armored
- 2010: In Plain Sight – In der Schusslinie (In Plain Sight, Fernsehserie, Folge 3x06)
- 2011: 30 Minuten oder weniger (30 Minutes or Less)
- 2013: 2 Guns
- 2015: True Detective (Fernsehserie, 2 Folgen)

## Auszeichnungen
- 1994: Cable ACE Award – Gut gezielt ist halb getroffen (Nominierung: Beste Nebenrolle)
- 1994: Golden Globe Award zusammen mit dem gesamten Schauspiel-Ensemble für Short Cuts
- 1994: Preis des Film Festivals Venedig zusammen mit dem Schauspiel-Ensemble für Short Cuts
- 2001: Video Premiere Award – Full Disclosure (Nominierung: Beste Hauptrolle)